# Florence Ricard
Florence Ricard est une monteuse française.

## Filmographie partielle
- 2010 	Coup d'éclat de José Alcala
- 2009 	D'une seule voix de Xavier de Lauzanne
- 2007 	Mascarades de Lyes Salem
- 2004 	Cousines (moyen-métrage) de Lyes Salem
- 2004 	Désirs et sexualité (TV) de Nils Tavernier
- 2004 	I (Marion solo) (court-métrage) de Emmanuel Salinger, Marion Levy
- 2003 	Le Voisin Éric (court-métrage) de Nils Tavernier
- 2002 	Fellini - je suis un grand menteur de Damian Pettigrew
- 2001 	Origine ocean quatre milliards d’années sous les mers (moyen-métrage) de Gérald Calderon
- 2000 	Tout près des étoiles de Nils Tavernier
- 1998 	Prison à domicile de Christophe Jacrot
- 1996 	Microcosmos : Le Peuple de l'herbe de Claude Nuridsany, Marie Pérennou
- 1996 Balthus de l'autre côté du miroir de Damian Pettigrew,
- 1991 	Tous les matins du monde de Alain Corneau

## Prix et récompenses
César du Meilleur montage dans : Microcosmos : Le Peuple de l'herbe partagé avec Marie-Josèphe Yoyotte. 